# Bec Termin
Bec Termin är en bergstopp i Schweiz. Den ligger i distriktet Entremont och kantonen Valais, i den sydvästra delen av landet, 100 km söder om huvudstaden Bern. Toppen på Bec Termin är 3 044 meter över havet.